# HD216018
HD216018 — хімічно пекулярна зоря спектрального класу A7, що має видиму зоряну величину в смузі V приблизно  7,7.
Вона  розташована на відстані близько 357,2 світлових років від Сонця.

## Пекулярний хімічний склад
Зоряна атмосфера HD216018 має підвищений вміст 
Cr
.

## Магнітне поле
Спектр даної зорі вказує на наявність магнітного поля у її зоряній атмосфері.
Напруженість повздовжної компоненти поля оціненої з аналізу
наявних ліній металів
становить 1315,9±  98,4 Гаус.